# Municipio San Ignacio Cerro Gordo
Koordinaten: 20° 44′ N, 102° 31′ W
San Ignacio Cerro Gordo ist ein Municipio im mexikanischen Bundesstaat Jalisco in der Región Altos Sur. Das Municipio hatte beim Zensus 2010 17.626 Einwohner; die Fläche des Municipios beträgt 228,1 km². Das Municipio entstand 2007 durch Abspaltung vom Municipio Arandas.
Größter Ort im Municipio und Verwaltungssitz ist das gleichnamige San Ignacio Cerro Gordo, weitere Orte mit mehr als 500 Einwohnern sind Los Dolores, La Trinidad und San Vicente. Das Municipio umfasst insgesamt 74 Ortschaften.
Das Municipio San Ignacio Cerro Gordo grenzt an die Municipios Tepatitlán de Morelos, San Miguel el Alto, Atotonilco el Alto und Arandas.
Das Gemeindegebiet liegt auf durchschnittlich etwa 2000 m über dem Meeresspiegel. 60 % der Fläche werden landwirtschaftlich genutzt.